# Марія Анна Вікторія Баварська
Марія Анна Крістіна Вікторія Баварська (нім. Maria Anna Christine Victoria von Wittelsbach, Herzogin zu Bayern und Pfalzgräfin bei Rhein; 28 листопада 1660, Мюнхен — 20 квітня 1690, Версаль) — дружина Людовика Великого Дофіна, сина і спадкоємця короля Франції Людовіка XIV.

## Біографія
Марія Анна Крістіна Вікторія була старшою дочкою курфюрста Баварії Фердинанда Марії (1636—1679) і його дружини принцеси Генрієтти Аделаїди Савойської (1636—1676). По лінії матері вона була онукою герцога Савойського Віктора Амадея I і Марії Крістіни Французької, яка була другою дочкою короля Франції Генріха IV і Марії Медичі. Крім того, по жіночій лінії Генрієтта Аделаїда була прапраонукою імператора Фердинанда I. Через батька була нащадком відразу двох імператорів Священної Римської імперії: Фердинанда I, дочка якого Анна була батькові Марії прабабусею по чоловічій лінії, і Фердинанда II, який доводився Фердинанду Марії дідом по матері.
Вона народилася в Мюнхені. Була у дуже близьких стосунках з матер'ю, яка померла в 1676 році. Принцеса виросла і бачачи будівництво Німфенбурга, що почалося в 1664 році після народження її брата Максиміліана. Також її братом і сестрою були Йосип Клеменс Баварський і Віоланта Беатриса, дружина Фердинандо Медичі. Готуючись до ролі майбутньої королеви Франції, Марія Анна Вікторія отримала пристойну освіту. Вона розмовляла німецькою, французькою, італійською та латинською.
В 1668 році у віці 8 років Марія Анна Вікторія була заручена з дофіном Людовіком, троюрідним братом. 28 січня 1680 року в Мюнхені відбулася заочна церемонія. а весілля — 7 березня. Марія Анна Вікторія була першою дофіною Франції з часів Марії Шотландської, яка одружилася з Франциском II у 1558 році.
Після прибуття до Франції вона стала другою за значимістю жінкою при дворі після своєї свекрухи, Марії Терезії Іспанської. Королева померла в липні 1683 року, що дозволило Марії Анні зайняти вище місце в ієрархії в Версалі. Вона стала найбільш знатною жінкою при дворі. Король чекав, що вона виконуватиме функції першою дамою королівства. Але погане здоров'я зробили її непридатною для таких обов'язків, і вона втратила довіру короля, який вважав, що дофіна не виконує свого обов'язку.
Чоловік Марії Анни завів коханок, а вона стала вести замкнутий спосіб життя, проводячи час у своїх апартаментах. Там вона розмовляла з друзями німецькою, яку її чоловік не зрозумів. Вона дружила з Єлизаветою Шарлоттою Пфальцькою, невісткою короля. Марія Анна Вікторія страждала на депресію, вважала себе некрасивою.
В 1690 році Марія Анна Вікторія померла від туберкульозу. Дофіна була похована в королівській базиліці Сен-Дені.

## Родина
Чоловік — Людовик Великий Дофін
Діти:
- Людовик, герцог Бургундський (16 серпня 1682 — 18 лютий 1712) — помер за життя діда і не царював (батько Людовика XV);
- Філіп, герцог Анжуйський (19 грудня 1683 — 9 липня 1746) — з 1700 король Іспанії (Філіп V), засновник іспанської гілки Бурбонів;
- Карл, герцог Беррійський і Алансонський (31 липня 1686 — 5 травня 1714) — граф де Пуатьє, одружився з двоюрідною сестрою Марією Луїзою Орлеанською, помер бездітним.

## Образ Марії в кіно
- Шлях короля / L'allée du roi (Франція; 1996) режисер Ніна Компанієць, в ролі Марії Беатріс Роман.